# ビザンツ帝国海軍
ビザンツ帝国海軍（ビザンツていこくかいぐん、英語: Byzantine navy）は、ビザンツ帝国が保有していた海軍のことである。
ビザンツ海軍はビザンツ帝国自身がローマ帝国の継承国家であることからも分かるように、ローマ海軍を継承した海軍である。しかしながらローマ海軍と比べ、ビザンツ海軍はより重要な役割を担っていたとされる。ローマ海軍はローマ陸軍に比べ軍事的重要度は低く海上警備や物資輸送といった後方支援・治安維持活動などで主に活躍していたが、ビザンツ帝国期になると海軍の重要度は大いに増し、帝国自身の存亡に関わるほどの組織へと変貌した。このような状況に置かれた帝国のことを『海上帝国』と表現する歴史家もいるほどである。
地中海においてローマの繁栄を初めて脅かした出来事は、5世紀に発生したヴァンダル人の大移動であった。しかしヴァンダル人による脅威はユスティニアヌス1世治世下の大規模な軍事遠征で無事解決した。ちょうどこの頃、永続的な艦隊の再結成と新たに開発したデュロモイと呼ばれるビザンツ帝国特有の軍艦により、ビザンツ帝国は海軍組織を再構築した。これを以って、それまでのローマ海軍とは一線を画すビザンツ風の海軍が誕生し新たな独自性を発展させ始めたと見做されている。海軍におけるビザンツ色の発展は7世紀ごろから始まった初期イスラム勢力の征服活動によって促進された。ムスリム勢力の勢力拡大によってレパントや北アフリカがビザンツ帝国の手から離れるに従い、地中海はもはや『ローマの湖』ではなくなり主戦場へと変わってしまった。続くムスリムとの紛争において、地中海周辺に広がる広大な帝国領だけでなく、帝国の首都コンスタンティノープルさえもがムスリムの脅威にさらされていたがためビザンツ海軍は危機的な状況に陥っていた。そんな中、ビザンツ海軍は帝国の極秘武器ギリシャ火薬を用いて果敢にムスリム艦隊に反撃し、幾度となくムスリム艦隊に包囲されたにもかかわらず帝都コンスタンティノープルを守り切った上に、多くの海戦に於いてビザンツ海軍はムスリム艦隊に勝利した。
当初は、帝国沿岸地域や帝都付近の警備はKarabisianoiと呼ばれる艦隊が担っていたとされる。しかしこのKarabisianoi艦隊は徐々に分裂していき、多数のテマが有する艦隊に分かれた。一方、皇帝直属の中枢艦隊はコンスタンティノープルに依然駐屯し、帝都防衛や海上遠征活動の中枢を担う艦隊となった。8世紀後半、ビザンツ海軍はよく組織化され軍事的にもよく整備されていたために再び地中海で海上覇権国家として繁栄した。そしてムスリム艦隊と継続して交戦し続け交互に勝利を挙げていたが、10世紀ごろには東地中海にてムスリム勢力に対して制海権を有するに至った。
11世紀頃より、ビザンツ帝国自身が衰退し始めるのと同時に、海軍も衰退し始めた。地中海西部にて出現したムスリム勢力や反乱により、海軍は大いに苦しめられ、ジェノバ共和国やヴェネツィア共和国といったイタリア諸都市の海軍力に頼らざるをえなくなったのだ。これはビザンツ帝国の経済・主権に大きな悪影響を与えることになった。1081年から1185年にかけてビザンツ皇帝を輩出した名家コムネノス家によりビザンツ帝国は軍事的・経済的にある程度回復はしたものの（詳細はコムネノス家による回復期を参照）、続く1204年、第4次十字軍でフランク人主体の十字軍勢力に一旦滅ぼされてしまう。1261年、パレオロゴス家によってビザンツ帝国は再興され、その後続く皇帝たちはかつての海軍力を復活させようと試みた。しかしその試みはうまくいくことはなかった。かつては数百隻もの大艦隊を維持できていた帝国は、14世紀中頃には良くて12隻前後しか運営できなかったとされ、この数少ない艦船でエーゲ海を通行するイタリア船やオスマン船を管理していたとされている。この少数のビザンツ艦隊は数は少なけれど、1453年に帝都コンスタンティノープルが陥落するまで、エーゲ海近辺で活動は続けていた。

## 海軍活動史

### 初期

#### 4世紀〜5世紀:内戦と蛮族侵攻

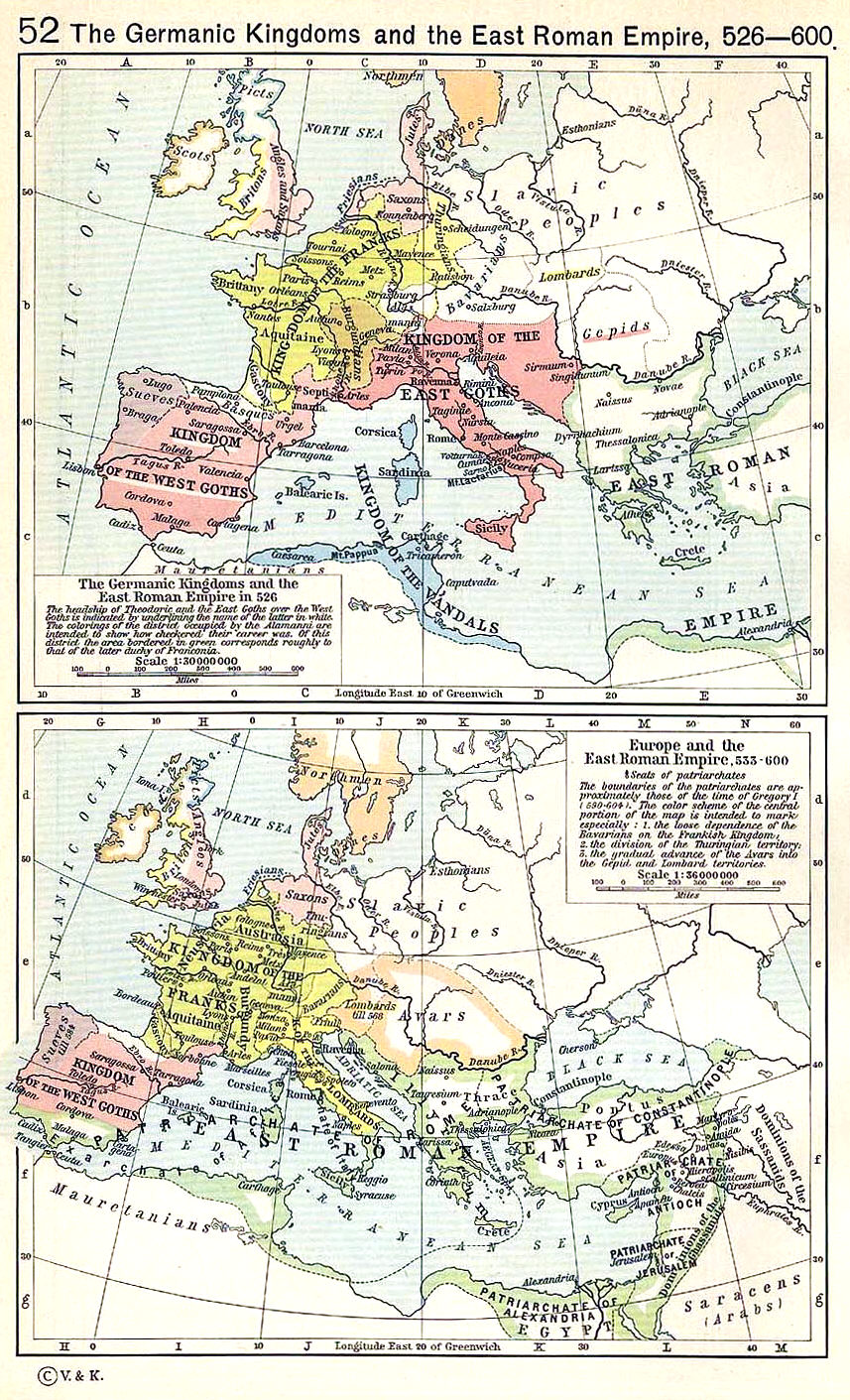
5世紀後半までに西地中海は多くの蛮族の王国の手に落ちていた。ユスティニアヌス大帝の軍事遠征により再び地中海はローマの支配下に入り、7世紀中頃ムスリム勢力が勃興するまでローマが地中海を制した。

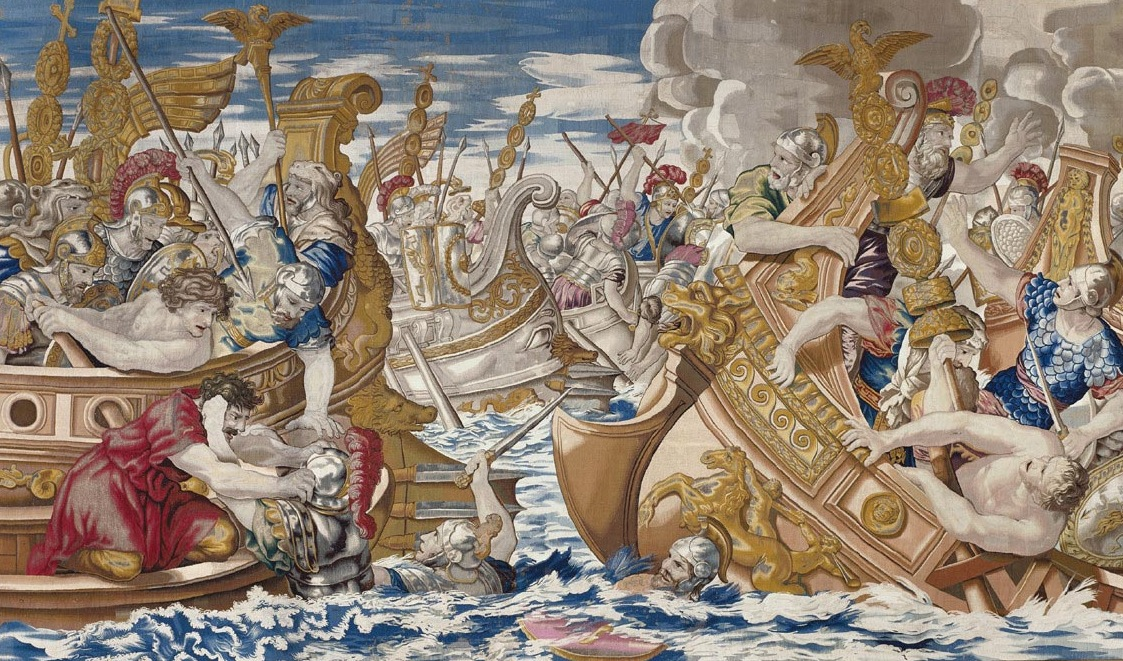
ヘレスポントスの海戦

ビザンツ艦隊は、ビザンツ帝国自身がローマ帝国の継承国家であることから分かるように、ローマ海軍のシステムを継承している。紀元前31年にローマ帝国にて発生したアクティウムの海戦以降、ローマ帝国では大規模な海戦や海戦を伴う大戦争が起きなかったためにローマ艦隊は徐々に小規模化し、警察的な役割や物資輸送任務などに従事することになった。それゆえローマ軍艦も小規模な艦船へと移行していった。時は流れ4世紀初頭、ローマ帝国では内戦が発生しており、324年、コンスタンティヌス1世とリキニウスの間でヘレスポントスの海戦が行われたのだが、この戦いに動員された多数の艦隊は大半が急拵えな艦船か東地中海の諸港湾都市から接収した船であったとされる。4世紀から5世紀にかけて続いた内戦中、ローマ海軍が再び拡充されることはなく、兵員輸送などにしか用いられなかった 。西地中海では依然として相当数の海軍が雇われていたものの、ローマによる完全な地中海支配とまではいかず、429年から442年にかけてヴァンダル人が北アフリカに乱入したことを受け、それは崩れ去った。
428年、北アフリカ・カルタゴにて有能なヴァンダル人の王ガイセリックがヴァンダル王国を建国した。そして彼はその直後にイタリア・ギリシア沿岸部を略奪して回り、455年にはなんとローマを襲撃した。ガイセリックはその後20年間、度重なるローマの反撃を物ともせず、イタリア・ギリシアを荒らしまわった。西ローマ帝国は無力であり、海軍も徐々に減少しており、この頃にはほとんど存在しないに等しい状態となっていた、が、東ローマ帝国はまだ海軍力をしっかりと有しており、東地中海で資源や支配権を押さえることができていた。そして448年、ビザンツ艦隊は西方に海軍をもって侵攻したが、シチリア島までしか進軍できなかった。そして460年、西ローマ帝国が派遣した艦隊をヴァンダル王国はスペイン南部カルタヘナで迎撃し打ち崩した。その後468年、遂に東ローマ帝国は将軍バシリスクスにローマ艦隊1,113隻に加え10,000人もの大軍を預け、ヴァンダル人討伐に派遣した。しかしながらバシリスクス率いる東ローマ艦隊は壊滅し、ヴァンダル人の火船作戦により600隻もの艦船を喪失した。またこの遠征の失敗により失った130,000ポンドの金・700,000ポンドの銀は帝国の国庫を脅かすこととなった 。この失敗により、ローマはガイセリック王と講和せざるを得なくなり、ローマとヴァンダル人はその後講和した。しかし477年、ガイセリック王が死去したのち、ヴァンダル王国は衰退し始め、ローマ帝国の脅威ではなくなった。

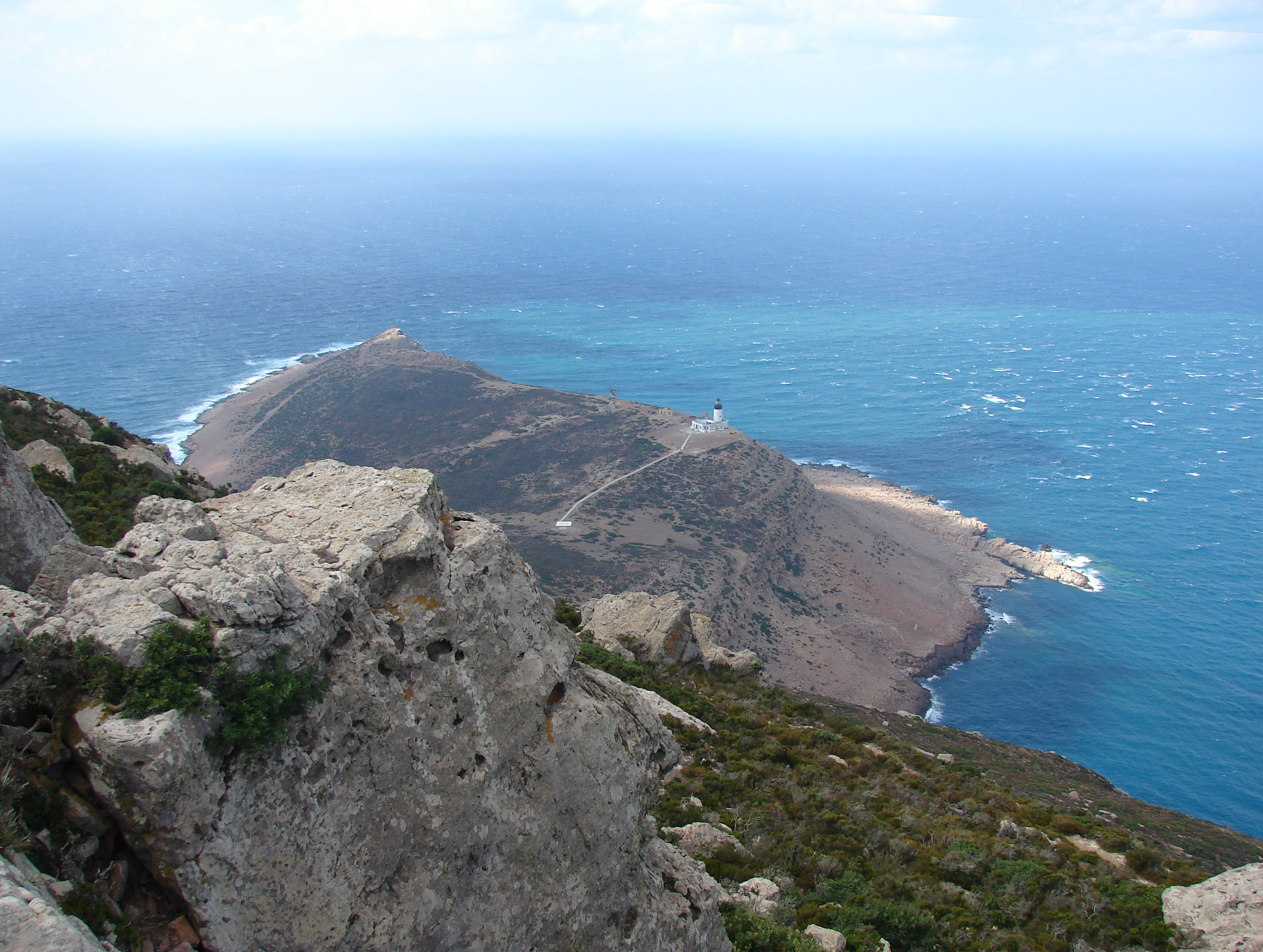
バシリスクス艦隊が遠征時に停泊していたとされるボン岬半島。ここでバシリスクス率いる東ローマ艦隊はガイセリックの放った火船の攻撃にさらされ、600隻もの艦船が灰燼に帰したと言う。

#### 6世紀:ユスティニアヌス大帝の活躍
6世紀、この時代はローマ海軍の勢力が回復する転換点となった。508年、東ゴート王国のテオドリック大王との対立が激化し、ビザンツ皇帝アナスタシウス1世はイタリア半島沿岸部に100隻の艦隊を派遣して沿岸部を襲撃させたと伝わっている 。513年には、ビザンツ帝国の将軍Vitalianがアナスタシウス1世に反旗を翻した。Vitalian将軍は200隻の艦隊を率いており緒戦は帝国に対して優勢だったものの、結局、帝国の海軍提督Marinusに敗れた。Marinus提督は反乱鎮圧戦において、硫黄ベースの焼夷性武器を利用して敵艦隊を鎮圧したとされている。
533年、ヴァンダル王国支配下のサルディーニャ島で王国に対する反乱が発生し、ヴァンダル王は反乱鎮圧のためにサルディーニャ島に向けて艦隊を派遣していた。この隙をついて、ビザンツ皇帝ユスティニアヌス1世は北アフリカに向けてヴァンダル王国討伐軍を派遣した。これより帝国と王国の間でヴァンダル戦争が開始。ユスティニアヌス大帝の西方再征服戦争の幕開けとなった。ユスティニアヌス大帝は、自身の腹心ベリサリウスを総司令官に任じ、15,000人の軍勢を彼に預けて92隻の戦艦に護衛させた500隻の輸送船 で北アフリカまで進軍させた。この戦争は二方面作戦を中心とした戦略をとっていたが、それはビザンツ帝国が地中海の制海権を握っていたからこそ可能な作戦であった。この戦争では、ビザンツ艦隊は補給物資の輸送や遠征で広範囲に分散したビザンツ遠征軍や征服地の守備隊に対する援軍輸送などで大きな役割を担った。しかしこの作戦はビザンツ帝国の敵には通用しなかった。すでに520年代にはテオドリック大王はビザンツ帝国やヴァンダル王国に対応するために大規模な東ゴート艦隊を建設し始めていた。しかしテオドリック大王は535年に死去してしまい、彼の計画は完遂されなかった。535年、東ゴート戦争が勃発した。ビザンツ帝国は二方面から王国に侵攻し、ベリサリウス率いる帝国艦隊はシチリア島に上陸した上でそのままイタリア半島に侵攻。また帝国陸軍はダルマチア方面よりイタリア半島に陸路で侵攻した。地中海における制海権により帝国は大いに有利な立場に立つことができ、540年までに、より少数の部隊で首尾良くイタリア半島を制圧することを可能にしたと言う。
しかし、541年、東ゴート王トーティラは400隻からなる東ゴート艦隊を建築し、イタリア半島沿岸におけるビザンツ帝国の一方的な覇権を喪失させた。542年にはビザンツ帝国の２つの艦隊をナポリ沖で打ち破った 。546年には、ベリサリウス将軍は200隻の艦隊を率いてティヴェレ川河口を守備していた東ゴート艦隊と衝突した。結果は芳しくなく、ベリサリウスは東ゴート軍に占領されていたローマを解放することはできなかった。550年には、トーティラ王はシチリア島・コルシカ島を占領し、ケルキラ島・エピルスを襲撃した 。しかし551年、47隻の東ゴート艦隊は50隻のビザンツ艦隊と現在のセニガッリアで激突し、ビザンツに敗北した（戦闘の詳細はセナ・ガリッカの戦いを参照）この戦いでの東ゴートの敗北は、最後のビザンツ帝国によるイタリア支配の始まりとなった 。ユスティニアヌス大帝はその治世下で、イタリア半島・南スペイン（スパニア）を再征服し、地中海は再びローマの湖と化した。
その後ビザンツ帝国はイタリア半島の大半をランゴバルド人に奪われてしまうのだが、依然としてイタリア半島周辺の海域における制海権は確保し続けた。ランゴバルド人は海を超えた遠征をあまり行わなかったために、帝国は半島周辺の海域を通じて半島沿岸部のごく一部地域をその後数世紀にわたって占領し続らことができた。その後80年間の期間に地中海にて発生した大規模な海戦は、626年にスラブ人・サーサーン朝ペルシア・アヴァール人が引き起こしたコンスタンティノープル包囲戦の際に発生したもののみである。この包囲戦では、スラブ人のボスポラス海峡横断の試みをビザンツ艦隊が妨害し、ペルシア軍による海峡通過を阻止。結果、彼らの同盟者・アヴァール人を撤退に追い込むことになった。

### アラブ人との戦い

#### アラブ人艦隊の出現

7世紀〜11世紀にかけて、地中海で行われたビザンツ-ムスリム間の主な戦闘を記した地中海地図

640年代、正統カリフ政権によりシリア・エジプトが制圧され、ビザンツ帝国は『アラブ人』という新たな脅威に直面することになった。アラブ人はこの時、ただ単に新規兵員や税収の重要な供給源であるシリア・エジプト地域を強奪しただけでなかった。644年、一時的にビザンツ帝国に奪還されていたアレクサンドリアにてビザンツ帝国艦隊の有用性を見せつけられたアラブ人は、その後自前のアラブ艦隊を持つようになった。アラブ人の艦隊建造の試みにおいて、アラビア半島北部より進出してきたアラブ人権力者たちは資源・人員共にレパントに依存するようになった（その大半はコプト人であったという）。しかしながら、パレスチナ地域に点在したアラブ艦隊の諸基地にはイラクやペルシア地方出身の船大工も雇用されていた証拠も残っている。14世紀以前の詳細な記録が残っていないがために、アラブ艦隊を構成する艦船がどのようなものだったのかよく分かっていない。だが、アラブ人らの艦隊建造の試みは、当時の地中海世界における伝統に則って行われたと考えられている。アラブ人はビザンツ帝国における船舶系の用語をそのまま用いていたり、数世紀にわたり両国は交流していたため、ビザンツ艦隊とアラブ艦隊は多くの類似点を有していた。これらの類似点は、戦術や艦隊組織の構成などにも見受けられている。
649年、発足したてのアラブ艦隊はキプロスを攻めクレタ島・シチリア島を襲撃した。そして655年にはビザンツ皇帝コンスタンス2世が率いるビザンツ艦隊とリキュア沖で衝突し、それを撃ち破った。リキュアでのビザンツ艦隊の大敗により、アラブ人勢力は地中海支配の機会を手にすることになり、その後数世紀にわたり、ビザンツ帝国とアラブ人は地中海での制海権を巡って争うことになった。ウマイヤ朝初代カリフ・ムアーウィアの治世になると、アラブ人の襲撃はより激しいものになった。というのも、ウマイヤ朝はビザンツ帝国の首都コンスタンティノープル自身を攻める計画を立てていたからだ。数年間続いたコンスタンティノープル包囲戦において、ビザンツ艦隊は帝国の存亡に欠かせない存在であることが証明された。この包囲戦は結果的にはビザンツ側の勝利で終わったのだが、それはビザンツ艦隊が新たに開発・装備した焼夷武器ギリシア火薬のおかげであったからだ。ウマイヤ朝の艦隊はギリシア火薬により大半が焼き尽くされ、アラブ人による小アジア・エーゲ海遠征は一時中断された。そしてそれから間も無く、帝国とウマイヤ朝は30年間の休戦条約を結んだ。
680年代、皇帝ユスティニアノス2世は艦隊の更なる必要性を感じ、帝国南部の国境地域に移住してきたMardaitesと呼ばれるキリスト教徒の一派、約18,500人を海兵・漕ぎ手として海軍に雇い入れた。しかしながら、ウマイヤ朝は更なる西進を推し進め、680年代から690年代にかけて、ビザンツ帝国領北アフリカに侵攻した（詳細はムスリムのマグリブ侵攻を参照）。帝国はウマイヤ朝の北アフリカ侵攻を押しとどめるべく艦隊をカルタゴに派遣したものの、698年、帝国の拠点カルタゴが陥落し、北アフリカはムスリムの手に落ちた。ウマイヤ朝カリフから北アフリカ総督に任命されたムーサー・イブン・ヌサイルはチュニスに新たな都市・海軍基地を建築し、コプト教徒の船大工1000人に新たなウマイヤ艦隊を建造させた。この艦隊をもってして、ウマイヤ朝は、ビザンツ帝国の西地中海支配を打破しようと企んだ。。そして、ウマイヤ艦隊は8世紀初頭より、シチリア島などのビザンツ帝国領西部地域を絶え間なく襲撃した。それに加え、上記のウマイヤ艦隊のおかげでウマイヤ朝はマグリブを完全に征服することに成功し、さらにはイベリア半島の大半をムスリムの勢力下に置くことにも成功した（詳細はムスリムのヒスパニア征服を参照）。

#### ビザンツの逆襲

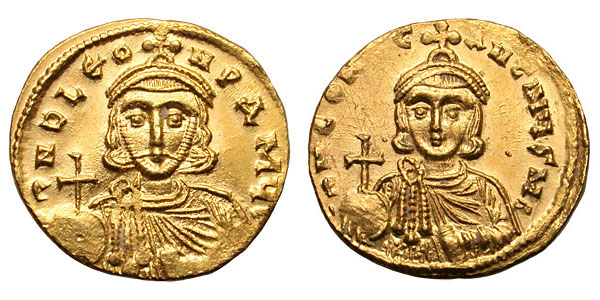
レオーン3世とコンスタンティノス5世が描かれた硬貨。彼らは迫り来るウマイヤ朝に対し先鋒として果敢に立ち向かった。しかし聖像破壊運動により国内対立を生むこととなった。

アフリカに進撃するムスリム軍に対して、ビザンツ帝国は大々的な反撃を行うことができなかった。695年から715年までの20年間に渡って帝国は内戦状態に陥っていたからだ。ムスリムに進撃に対抗して、ビザンツ帝国はウマイヤ朝支配下の中東地域を襲撃して回った。709年にはウマイヤ朝支配下のエジプトに襲撃を仕掛け、現地のムスリム人提督を捕虜としたと伝わる。しかしムスリム軍の進撃は止まらなかった。ウマイヤ朝第6代カリフ:ワリード1世（在705-715）が再びコンスタンティノープル遠征を開始したのだ。ビザンツ皇帝アナスタシオス2世（在713-715）は帝都コンスタンティノープルの防衛を強化し、遠征準備中のウマイヤ艦隊に先制攻撃を仕掛けた。ウマイヤ軍がアナトリア半島を進軍する最中、アナスタシオス2世は反乱を起こされテオドシウス3世（在715-717）により退位させられ、そのテオドシウスもまた、レオーン3世（在717-741）により帝位を奪われた。そしてこのレオーン3世がウマイヤ朝の遠征軍に立ち向かうこととなった。帝都に辿り着いたウマイヤ軍はコンスタンティノープルを1年に渡り包囲した。ビザンツ軍・ビザンツ艦隊はこれを迎え撃ち、帝都周辺に迫り来るウマイヤ艦隊に対しては極秘兵器 「グリーク・ファイヤ」 を用いて彼らの軍船を焼き払った。帝都の防壁を打ち破ることができなかったウマイヤ軍は、多大な損害を出した上に、厳しい冬の寒さとブルガール人の度重なる追撃によりボロボロになって本国に撤退した。
帝都包囲戦が終結したのち、撤退するウマイヤ艦隊は激しい嵐に見舞われた上にビザンツ艦隊の反撃に遭い、大きく力を失った。そしてビザンツ艦隊は中東沿岸部の町ラタキアを襲撃し、ビザンツ陸軍は小アジアに残存するアラブ軍を打ち破った。これによりアラブ勢力は小アジアから駆逐された。それから30年ほどは、両勢力による小規模な襲撃作戦が続けられた。そしてビザンツ艦隊はその作戦中、シリア（ラオディケア）・エジプト沿岸のウマイヤ艦隊基地を繰り返し襲撃した。そんな中、727年、ビザンツ帝国は自軍の反乱に遭遇した。皇帝レオーン3世肝入りの政策 『聖像破壊運動』 に反発したテマが皇帝に対し反旗を翻したのだ。この反乱でもビザンツ艦隊は活躍した。反乱を起こしたテマの指揮下にあるビザンツ艦隊は帝国指揮下の帝国艦隊と海戦し、反乱艦隊はグリーク・ファイヤの熱火に飲まれ、鎮圧されたという。この反乱で多くの艦隊が失われたのは必定であると思わているが、その損失にびくともせず、ビザンツ帝国は736年に390隻の大艦隊を派遣しダミエッタ遠征を敢行した。そして746年には、キプロス島沖合でウマイヤ艦隊と海戦し、ウマイヤ艦隊の軍事力を玉砕することに成功した。
ビザンツ帝国はこの勝利に続き、北アフリカ沿岸の小規模なウマイヤ艦隊の撃破にも成功した。これらの戦勝により、アラブ人の地中海貿易は大きな制限を受け、ウマイヤ朝下の商業活動の衰退につながった。ビザンツ艦隊が地中海の制海権を獲得したため、アラブ人の海上商業活動が制御されたのだった 。結果、8世紀後半になると、ビザンツ帝国は再び地中海の覇者に返り咲いた 。ちょうどこの頃（イスラーム紀1世紀から2世紀頃）、イスラム世界ではイスラム教終末論が発生・伝播し始めていたが、この終末論はビザンツ帝国の海上侵攻による危機感から発生したものと考えられている。この時代の文献は伝承において、ウマイヤ朝支配下の地中海沿岸部に点在する砦に駐屯し沿岸部防衛に一役買うことは、まさにジハードそのものであると強く主張されており、アブー・フライアのようなアラブ人支配者階級の者ですら、「砦での1日は、カーバ神殿で夜中中祈ることよりも極めて重要な行為である。」と認識していた程であったという。
地中海でウマイヤ朝に対して大成功を収めたことで、次代の皇帝コンスタンティノス5世（在741-775)）の治世においてブルガール人と抗争状態にあったビザンツ帝国は、艦隊主力部隊を地中海から黒海へと転換配置し、ブルカール遠征に艦隊主力を派遣する余裕が生まれた。763年、9,600の騎兵と幾らかの歩兵を搭載した800隻の艦隊を アンヒアロスに派遣し、遠征軍はその地でブルガール軍を撃破した。766年には、第2遠征軍としてアンヒアロスに向けて2,600隻の大艦隊が派遣されたが、進軍途中に沈没・壊滅した。この頃、ビザンツ帝国はアラブ人による脅威を受けなくなった。しかし当時のビザンツ帝国の肝入り事業であった聖像破壊運動に幾つかのテマが反発し、テマは指揮下の艦隊で帝国に対抗しようとしたため、ビザンツ帝国は艦隊の削減を決定した。ビザンツ艦隊はこの流れにより大きく減少し、帝国の海軍力は大きく下がるとともに、強力な艦隊を有するテマによる反乱も鎮まっていった。